# Asarum dissitum
Asarum dissitum är en piprankeväxtart som beskrevs av Fumio Maekawa och S. Hatusima & E. Yamahata. Asarum dissitum ingår i släktet hasselörter, och familjen piprankeväxter. Inga underarter finns listade i Catalogue of Life.